# Ronda (1953)
Ronda é um samba-canção do compositor e zoólogo Paulo Vanzolini, lançada do lado B do disco "Marvada Pinga", de Inezita Barroso, em novembro de 1953.
A música virou uma espécie de hino da cidade de São Paulo, e durante anos foi a mais tocada e mais pedida em bares e boates da cidade. A composição só veio se tornar um sucesso na década de 1970, quando foi gravada pela cantora Márcia, pois no disco de Inezita ficou totalmente eclipsada pelo sucesso da moda de viola do lado A.
A canção foi classificada na septuagésima posição (70ª) entre "as 100 maiores músicas brasileiras de todos os tempos", pela revista Rolling Stone Brasil.

## História

### Composição
Composta por Vanzolini em 1945, aos 21 anos de idade, quando servia na cavalaria do Exército, e realizava patrulhas em regiões de prostituição no centro de São Paulo. Em entrevista à Folha de S.Paulo, ele contou: "Cansei de ver mulher chegar na frente do bar, olhar para dentro como se procurasse alguém e ir embora. Não foi uma só que vi. Escrevi sobre isso".

### Gravação do disco
Em 3 de agosto de 1953, Vanzolini e sua esposa acompanhavam a cantora Inezita Barroso, amiga do casal, na gravação de seu disco no estúdio da RCA Victor, no Centro do Rio de Janeiro. Nessa ocasião, foi gravada “Marvada Pinga”, moda de viola de Ochelsis Laureano, depois assinada também por Raul Torres, que ela vinha cantando com sucesso no rádio e nas apresentações que fazia. Entretanto, durante a gravação do disco, não foi observado que também era preciso ter uma lista de canções para o lado B. Como era necessária a autorização do compositor por conta dos direitos autorais, e o único compositor presente era Vanzolini, Inezita aceitou a proposta, a contragosto, e gravou o samba-canção, composto 8 anos antes. Assim, "Ronda" foi gravado no lado B do disco de 78 rotações de número 80-1217 da RCA Victor, e foi lançado em novembro de 1953.
Vanzolini relembrou esta história em 2003, em entrevista ao programa Roda Viva, da TV Cultura: “Ninguém tinha pensado em lado B. Inezita respondeu: eu sei muita música, posso gravar o que vocês quiserem. E eles: mas o autor tem que dar autorização. Pois o único autor que estava presente era eu.”.

## Repercussão
Como o disco não desperta a atenção da crítica ou do público naquele momento, “Ronda” permanece desconhecida pelos anos seguintes, a não ser nos ambientes boêmios, onde é cantada pelos amigos do compositor. Somente 24 anos depois do registro original de Inezita é que “Ronda” virou o clássico da música popular brasileira.
Em 1967, ao lançar o disco-brinde Onze Sambas e uma Capoeira, dedicado ao repertório de Vanzolini, o publicitário e produtor Marcus Pereira seleciona “Ronda” para uma das faixas, a cargo da cantora Cláudia Moreno. A gravação dá início ao sucesso da música, que nas duas décadas seguintes ganha versões expressivas nas vozes de Marlene, Nora Ney, Cauby Peixoto, Jair Rodrigues, Emílio Santiago, Jards Macalé, Ângela Maria, Carmen Costa, Premeditando o Breque e Maria Bethânia. O registro consagrador é de 1977, com a calorosa interpretação de Márcia, no álbum que a cantora batiza justamente de "Ronda".

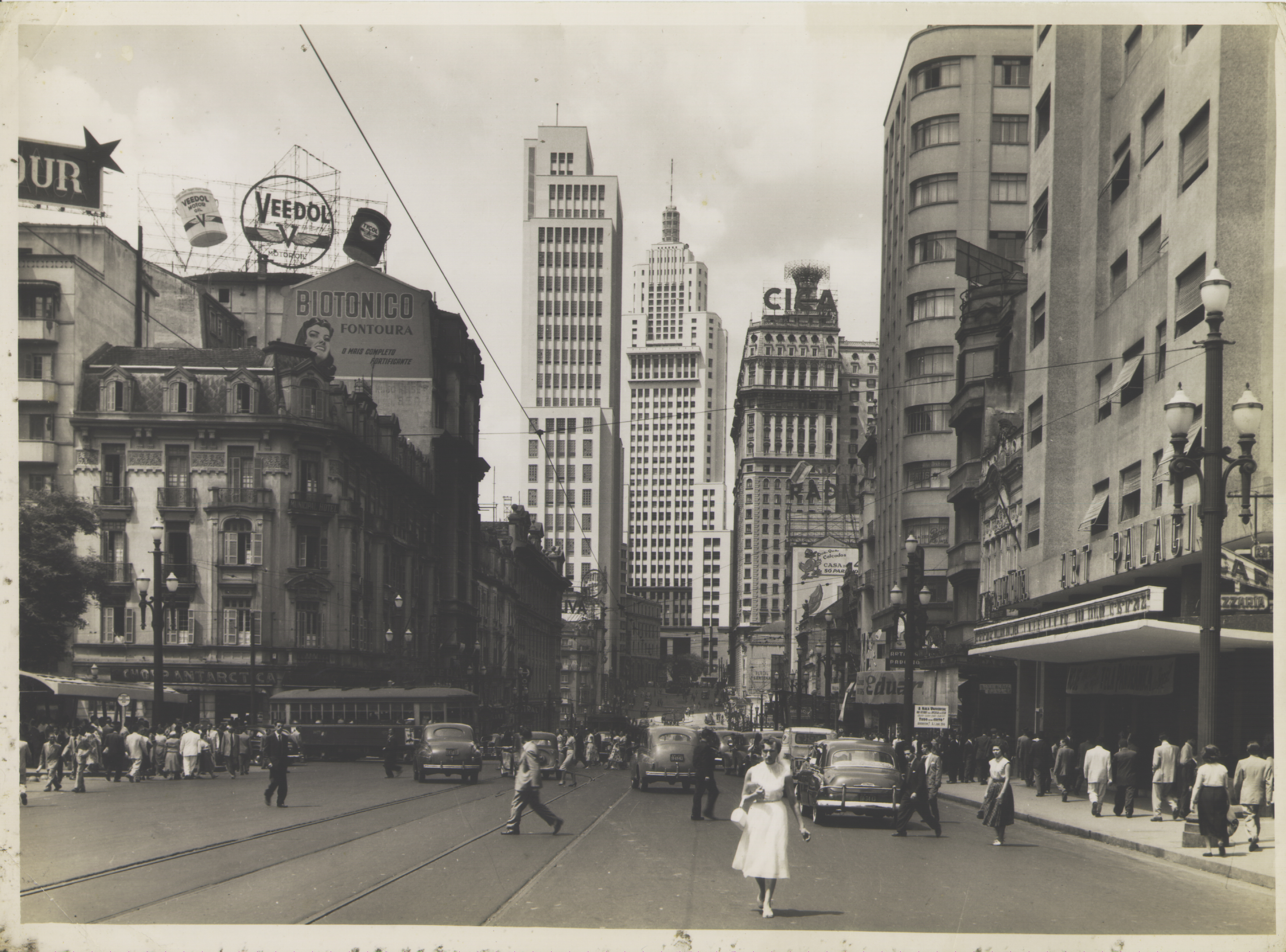
Avenida São João, no centro de São Paulo, na década de 50.

“Tenho muita dívida com a cidade de São Paulo. É um absurdo como gostam de ‘Ronda’, mas gostam”, dizia Vanzolini, segundo a revista Veja (29-04-2013). O compositor, de fato, não gostava de sua primeira criação, como volta e meia dizia à imprensa. “Acho piegas”, disparou na entrevista a Assis Ângelo (O Pasquim, 29-11-1990), atribuindo o deslize à imaturidade de seus 21 anos: “Foi coisa de estudante, de romantismo-estudantismo”.
Quando “Ronda” caiu na boca do povo, Vanzolini já tinha outra composição sua fazendo sucesso: o samba “Volta por cima”, que o cantor Noite Ilustrada lançou em 1962, após Inezita Barroso abrir mão de fazer a primeira gravação. Vanzolini ofereceu a primazia à amiga, mas ela dispensou, por achar a música “pouco comercial”.
Em outubro de 2009, comemorando 3 anos de existência, a revista Rolling Stone Brasil publicou uma edição especial com "as 100 maiores músicas brasileiras de todos os tempos", e a música "Ronda" foi classificada na septuagésima (70ª) posição.

## Estrutura Musical

### Letra e harmonia
A gravação inicial de Inezita, de 1953, foi gravada em Sol Maior, com algumas alterações na letra realizadas em regravações posteriores.
PARTE A
G6 Bm7
De noite, eu rondo a cidade
Dm7 E7/G#
A te procurar, sem encontrar
Am Am(7M)
No meio de olhares, espio
Am7 D7(9)
Em todos os bares, você não está
G7M G6 Bm7 E7
Volto pra casa abatida
Am7 Cm7 F7(9)
Desenganada da vida
G7M E7 Eb7
No sonho eu vou descansar
D7 G6 Bm7 Bbm7
Nele você está.
PARTE B
Am7
Ah, se eu tivesse
D7(9)
Quem bem me quisesse
G7M G6
Esse alguém me diria:
F#m7(b5) B7(b9)
"Desiste, esta busca é inútil"
Em7 D7/4(9) D7(b9)
Eu não desistia
G6 Bm7
Porém, com perfeita paciência
Dm7 E/G#
Sigo a te buscar, hei de encontrar
Am7 Am(7M)
Bebendo com outras mulheres
Am7 D7(9)
Rolando um dadinho, jogando bilhar
G7M G6 Bm7 E7
E nesse dia, então
Am7 Cm6
Vai dar na primeira edição
G7M E7 Eb7
Cena de sangue num bar
D7 G6
Da Avenida São João.
Em todas regravações posteriores, a letra de “Ronda” já aparece devidamente modificada: “desencantada da vida”, não mais “desenganada”, e, no lugar de “No sonho eu vou descansar”, “O sonho alegria me dá”. Foi também com a nova letra que o samba-canção ganhou sua gravação definitiva, com a cantora Márcia.

### Instrumentos
Os músicos que acompanham a intérprete, Inezita Barroso, na gravação original de 1953 são:
- Abel Ferreira (1915-1980) na clarineta
- Zé Menezes (1921-2014) no cavaquinho
- Garoto (1915-1955) no violão-tenor
- Dino Sete Cordas (1918-2006) no violão de sete cordas
- Chiquinho do Acordeom (1928-1993).[9]

## Análise
De noite, rondando a cidade, uma desesperada, desencantada da vida, tenta encontrar seu amor que poderá estar com outras mulheres, e o caso acabar em cena de sangue. O suspense se mantém inclusive no desfecho, que é a um só tempo ameaça e crime consumado. A palavra “sangue” no penúltimo verso sugere agressão e ferimento, mas não dissipa a dúvida sobre o destino dos protagonistas.
Os primeiros versos de "Ronda" mostram a forma singular de Vanzolini criar suas músicas, retratando fatos do cotidiano que ele observava na metrópole, em especial nas noites de boemia. O crítico musical Antônio Cândido afirmou, no encarte do box "Acerto de Contas": ''Como autor de letra e música ele é o oposto da loquacidade, porque não espalha, concentra... tem a capacidade de achados verbais que fazem a palavra render o máximo. Vanzolini é um mestre de muitas faces''.
Apesar dos poucos recursos musicais do compositor, a canção tem a harmonia bem construída, conforme analisam os musicólogos Zuza Homem de Mello e Jairo Severino no livro "A canção no tempo":
"‘Ronda’ tem a virtude de conquistar o ouvinte logo a partir das notas iniciais, o que se deve ao charme produzido pela descida de meio em meio tom, nas notas mi, mi bemol e ré, que recaem sobre as sílabas ‘da’, de ‘ci-da-de’, no primeiro verso, ‘rar’ e ‘trar’ das palavras ‘pro-cu-rar’ e ‘en-con-trar’, no segundo, respectivamente harmonizadas com acordes de lá menor com sétima, dó menor com lá no baixo e ré com sétima."